# Bahnstrecke Mainz–Mannheim
| | | | |
| Streckennummer (DB): | 3522 3412 (3. Gleis Oggersheim–Rotes Kreuz)                                                                            | | |
| Kursbuchstrecke (DB): | 660 | | |
| Kursbuchstrecke: | 274 (Mainz Hbf – Ludwigshafen (Rh) Hbf 1946) 274e (Osthofen – Worms 1946) 279a (Ludwigshafen (Rh) Hbf – Mannheim 1946) | | |
| Streckenlänge: | 67,3 km | | |
| Spurweite: | 1435 mm (Normalspur)                                                                                                   | | |
| Streckenklasse: | D4 | | |
| Stromsystem: | 15 kV 16,7 Hz ~ | | |
| Maximale Neigung: | < 5 ‰; Mainz-Weisenau–Röm. Theater: < 15 ‰, Ludwigshafen Hbf–Oggersheim: < 10 ‰, Ludwigshafen–Mannheim: < 20 ‰         | | |
| Minimaler Radius: | 350 m, Ludwigshafen–Mannheim: 190 m                                                                                    | | |
| Streckengeschwindigkeit: | 160 km/h | | |
| Zugbeeinflussung: | PZB | | |
| Zweigleisigkeit: | (durchgehend) | | |
| | | | |
| Streckenverlauf \| \| \| Linke Rheinstrecke von Boppard \| \| \| \| \| Umgehungsbahn von Bischofsheim, Wiesbaden \| \| \| \| \| Strecke von Alzey \| \| \| \| \| vom Mainzer Hafen \| \| \| \| 0,000 \| Mainz Hbf S 6 \| Mainz Hbf S 6 \| \| \| \| Tunnel Mainz Hbf (Fahrtrichtung Nord, 655 m) \| \| \| \| \| Neuer Mainzer Tunnel (Fahrtrichtung Süd, 1297 m) \| \| \| \| \| Tunnel Mainz Süd (Fahrtrichtung Nord, 240 m) \| \| \| \| \| \| \| \| \| 1,6+209,411,7+073,77 \| Überlänge 35,64 m (nur Richtungsgleis) \| Überlänge 35,64 m (nur Richtungsgleis) \| \| \| \| \| \| \| \| 1,799 \| Mainz Römisches Theater \| Mainz Römisches Theater \| \| \| 1,9+003,611,9+005,64 \| Fehllänge 2,03 m (nur Gegenrichtungsgleis) \| Fehllänge 2,03 m (nur Gegenrichtungsgleis) \| \| \| \| Strecke vom ehem. Mainzer Hauptbahnhof \| \| \| \| \| Rhein-Main-Bahn nach Darmstadt \| \| \| \| 3,800 \| Mainz-Weisenau \| Mainz-Weisenau \| \| \| 5,370 \| Mainz-Weisenau Gbf \| Mainz-Weisenau Gbf \| \| \| 6,788 \| Mainz-Laubenheim \| Mainz-Laubenheim \| \| \| 10,323 \| Bodenheim \| Bodenheim \| \| \| \| ehem. „Amiche“ nach Alzey \| \| \| \| 13,000 \| Nackenheim (seit 23. Juni 2006) \| Nackenheim (seit 23. Juni 2006) \| \| \| 13,700 \| Nackenheim (bis 22. Juni 2006) \| Nackenheim (bis 22. Juni 2006) \| \| \| 18,450 \| Nierstein \| Nierstein \| \| \| \| ehem. „Valtinche“ nach Köngernheim \| \| \| \| 20,421 \| Oppenheim \| Oppenheim \| \| \| 22,235 \| Dienheim \| Dienheim \| \| \| \| Dienheim (Bk) \| \| \| \| 27,790 \| Guntersblum \| Guntersblum \| \| \| \| ehem. Altrheinbahn nach Osthofen \| \| \| \| 30,788 \| Alsheim \| Alsheim \| \| \| 33,719 \| Mettenheim \| Mettenheim \| \| \| 36,000 \| Regionalbereichsgrenze Mitte/Südwest \| Regionalbereichsgrenze Mitte/Südwest \| \| \| \| ehem. Strecke von Gau-Odernheim \| \| \| \| \| ehem. „Gickelche“ nach Westhofen \| \| \| \| 37,659 \| Osthofen \| Osthofen \| \| \| \| Altrheinbahn nach Rheindürkheim \| \| \| \| \| Mittelweg[Anm. 1] (Bk) \| \| \| \| \| Worms Nord (Realisierung ungewiss) \| \| \| \| \| ehem. Strecke von Gundheim \| \| \| \| \| Riedbahn von Biblis \| \| \| \| 44,800 \| Worms Einmündung (Bft) \| Worms Einmündung (Bft) \| \| \| 45,879 \| Worms Hbf \| Worms Hbf \| \| \| \| Rheinhessenbahn nach Alzey \| \| \| \| \| Worms Süd [Anm. 2] \| \| \| \| \| ehem. nach Grünstadt \| \| \| \| 51,110 \| Bobenheim \| Bobenheim \| \| \| \| Roxheim (Realisierung ungewiss) \| \| \| \| \| Strecke Großkarlbach–Ludwigshafen (Schmalspur) \| \| \| \| 56,950 \| Frankenthal Hbf \| Frankenthal Hbf \| \| \| 57,234 \| ehem. Kanalbahn \| ehem. Kanalbahn \| \| \| 58,403 \| Frankenthal Süd \| Frankenthal Süd \| \| \| \| Strecke nach Freinsheim \| \| \| \| \| Isenach (Bk) \| \| \| \| \| Strecke von Ludwigshafen BASF \| \| \| \| 62,801 \| Ludwigshafen-Oggersheim \| Ludwigshafen-Oggersheim \| \| \| 65,847 \| Rotes Kreuz (Abzw, drittes Gleis) \| Rotes Kreuz (Abzw, drittes Gleis) \| \| \| \| Ludwigshafen (Rhein) Hbf (bis 1969) \| \| \| \| 66,600 \| Ludwigshafen (Rhein) Ültg Nord[Anm. 3] \| Ludwigshafen (Rhein) Ültg Nord[Anm. 3] \| \| \| \| nach Ludwigshafen Gbf \| \| \| \| \| nach Ludwigshafen Hbf tief \| \| \| \| \| von BASF Südtor \| \| \| \| 67,285 \| Ludwigshafen (Rhein) Hbf (Dreiecksbahnhof) \| Ludwigshafen (Rhein) Hbf (Dreiecksbahnhof) \| \| \| \| von Ludwigshafen Gbf \| \| \| \| \| Strecken von Schifferstadt/Saarbrücken S 1S 2S 3S 4 \| \| \| \| 68,000 \| Ludwigshafen (Rhein) Ültg Süd \| Ludwigshafen (Rhein) Ültg Süd \| \| \| \| B 44 \| \| \| \| 68,600 \| Ludwigshafen (Rhein) Mitte \| Ludwigshafen (Rhein) Mitte \| \| \| \| \| \| \| \| 69,043 \| Konrad-Adenauer-Brücke (Rhein) Landesgrenze Baden-Württemberg–Rheinland-Pfalz \| Konrad-Adenauer-Brücke (Rhein) Landesgrenze Baden-Württemberg–Rheinland-Pfalz \| \| \| \| \| \| \| \| \| B 36 \| \| \| \| \| Strecke von Mannheim Hgbf \| \| \| \| \| Westliche Einführung der Riedbahn von Frankfurt S 9 \| \| \| \| \| (höhenfreie Einführung) \| \| \| \| 70,128 \| Mannheim Hbf \| Mannheim Hbf \| \| \| \| \| \| \| \| \| Strecke nach Frankfurt, Strecke nach Heidelberg, Strecke nach Stuttgart, nach Rastatt S 1S 2S 3S 4S 6S 9 \| \| \| \| \| \| \| \| Quellen: [1][2] \| \| \| \| | | | |
| Strecke | | Linke Rheinstrecke von Boppard                                                                           | Linke Rheinstrecke von Boppard                                                                           |
| Verschwenkung nach links und nach rechts · Strecke nach halbrechts und von links | | Umgehungsbahn von Bischofsheim, Wiesbaden                                                                | Umgehungsbahn von Bischofsheim, Wiesbaden                                                                |
| Abzweig geradeaus und von rechts · Strecke | | Strecke von Alzey                                                                                        | Strecke von Alzey                                                                                        |
| Strecke · Abzweig geradeaus und von links | | vom Mainzer Hafen                                                                                        | vom Mainzer Hafen                                                                                        |
| Bahnhof · Bahnhof mit S-Bahn-Halt | 0,000 | Mainz Hbf S 6                                                                                            | Mainz Hbf S 6                                                                                            |
| Tunnelanfang · Tunnel | | Tunnel Mainz Hbf (Fahrtrichtung Nord, 655 m)                                                             | Tunnel Mainz Hbf (Fahrtrichtung Nord, 655 m)                                                             |
| Strecke (im Tunnel) · Strecke geradeaus | | Neuer Mainzer Tunnel (Fahrtrichtung Süd, 1297 m)                                                         | Neuer Mainzer Tunnel (Fahrtrichtung Süd, 1297 m)                                                         |
| Tunnelende · Tunnel | | Tunnel Mainz Süd (Fahrtrichtung Nord, 240 m)                                                             | Tunnel Mainz Süd (Fahrtrichtung Nord, 240 m)                                                             |
| | | | |
| Kilometer-Wechsel · Strecke | 1,6+209,411,7+073,77                                                                                                   | Überlänge 35,64 m (nur Richtungsgleis)                                                                   | Überlänge 35,64 m (nur Richtungsgleis)                                                                   |
| | | | |
| Bahnhof · Bahnhof mit S-Bahn-Halt | 1,799 | Mainz Römisches Theater                                                                                  | Mainz Römisches Theater                                                                                  |
| Strecke · Kilometer-Wechsel | 1,9+003,611,9+005,64                                                                                                   | Fehllänge 2,03 m (nur Gegenrichtungsgleis)                                                               | Fehllänge 2,03 m (nur Gegenrichtungsgleis)                                                               |
| Abzweig geradeaus und ehemals von links · Kreuzung geradeaus oben (Querstrecke außer Betrieb) | | Strecke vom ehem. Mainzer Hauptbahnhof                                                                   | Strecke vom ehem. Mainzer Hauptbahnhof                                                                   |
| Verschwenkung von links und von rechts · Strecke nach links und von halbrechts | | Rhein-Main-Bahn nach Darmstadt                                                                           | Rhein-Main-Bahn nach Darmstadt                                                                           |
| ehemaliger Haltepunkt / Haltestelle | 3,800 | Mainz-Weisenau                                                                                           | Mainz-Weisenau                                                                                           |
| Dienststation / Betriebs- oder Güterbahnhof | 5,370 | Mainz-Weisenau Gbf                                                                                       | Mainz-Weisenau Gbf                                                                                       |
| Haltepunkt / Haltestelle | 6,788 | Mainz-Laubenheim                                                                                         | Mainz-Laubenheim                                                                                         |
| Bahnhof | 10,323 | Bodenheim                                                                                                | Bodenheim                                                                                                |
| Abzweig geradeaus und ehemals nach rechts | | ehem. „Amiche“ nach Alzey                                                                                | ehem. „Amiche“ nach Alzey                                                                                |
| Haltepunkt / Haltestelle | 13,000 | Nackenheim (seit 23. Juni 2006)                                                                          | Nackenheim (seit 23. Juni 2006)                                                                          |
| ehemaliger Haltepunkt / Haltestelle | 13,700 | Nackenheim (bis 22. Juni 2006)                                                                           | Nackenheim (bis 22. Juni 2006)                                                                           |
| Bahnhof | 18,450 | Nierstein                                                                                                | Nierstein                                                                                                |
| Abzweig geradeaus und ehemals nach rechts | | ehem. „Valtinche“ nach Köngernheim                                                                       | ehem. „Valtinche“ nach Köngernheim                                                                       |
| Bahnhof | 20,421 | Oppenheim                                                                                                | Oppenheim                                                                                                |
| Haltepunkt / Haltestelle | 22,235 | Dienheim                                                                                                 | Dienheim                                                                                                 |
| ehemalige Blockstelle | | Dienheim (Bk)                                                                                            | Dienheim (Bk)                                                                                            |
| Bahnhof | 27,790 | Guntersblum                                                                                              | Guntersblum                                                                                              |
| Abzweig geradeaus und ehemals nach links | | ehem. Altrheinbahn nach Osthofen                                                                         | ehem. Altrheinbahn nach Osthofen                                                                         |
| Bahnhof | 30,788 | Alsheim                                                                                                  | Alsheim                                                                                                  |
| Haltepunkt / Haltestelle | 33,719 | Mettenheim                                                                                               | Mettenheim                                                                                               |
| Wechsel des Eisenbahninfrastrukturunternehmens | 36,000 | Regionalbereichsgrenze Mitte/Südwest                                                                     | Regionalbereichsgrenze Mitte/Südwest                                                                     |
| Abzweig geradeaus und ehemals von rechts | | ehem. Strecke von Gau-Odernheim                                                                          | ehem. Strecke von Gau-Odernheim                                                                          |
| Abzweig geradeaus und ehemals von rechts | | ehem. „Gickelche“ nach Westhofen                                                                         | ehem. „Gickelche“ nach Westhofen                                                                         |
| Bahnhof | 37,659 | Osthofen                                                                                                 | Osthofen                                                                                                 |
| Abzweig geradeaus und nach links | | Altrheinbahn nach Rheindürkheim                                                                          | Altrheinbahn nach Rheindürkheim                                                                          |
| ehemalige Blockstelle | | Mittelweg (Bk)                                                                                           | Mittelweg (Bk)                                                                                           |
| ehemaliger Haltepunkt / Haltestelle | | Worms Nord (Realisierung ungewiss)                                                                       | Worms Nord (Realisierung ungewiss)                                                                       |
| Abzweig geradeaus und ehemals von rechts | | ehem. Strecke von Gundheim                                                                               | ehem. Strecke von Gundheim                                                                               |
| Abzweig geradeaus und von links | | Riedbahn von Biblis                                                                                      | Riedbahn von Biblis                                                                                      |
| Dienststation / Betriebs- oder Güterbahnhof | 44,800 | Worms Einmündung (Bft)                                                                                   | Worms Einmündung (Bft)                                                                                   |
| Bahnhof | 45,879 | Worms Hbf                                                                                                | Worms Hbf                                                                                                |
| Abzweig geradeaus und nach rechts | | Rheinhessenbahn nach Alzey                                                                               | Rheinhessenbahn nach Alzey                                                                               |
| ehemaliger Bahnhof | | Worms Süd                                                                                                | Worms Süd                                                                                                |
| Abzweig geradeaus und ehemals nach rechts | | ehem. nach Grünstadt                                                                                     | ehem. nach Grünstadt                                                                                     |
| Bahnhof | 51,110 | Bobenheim                                                                                                | Bobenheim                                                                                                |
| ehemaliger Haltepunkt / Haltestelle | | Roxheim (Realisierung ungewiss)                                                                          | Roxheim (Realisierung ungewiss)                                                                          |
| Kreuzung geradeaus oben (Querstrecke außer Betrieb) | | Strecke Großkarlbach–Ludwigshafen (Schmalspur)                                                           | Strecke Großkarlbach–Ludwigshafen (Schmalspur)                                                           |
| Bahnhof | 56,950 | Frankenthal Hbf                                                                                          | Frankenthal Hbf                                                                                          |
| Abzweig geradeaus und ehemals nach links | 57,234 | ehem. Kanalbahn                                                                                          | ehem. Kanalbahn                                                                                          |
| Haltepunkt / Haltestelle | 58,403 | Frankenthal Süd                                                                                          | Frankenthal Süd                                                                                          |
| Abzweig geradeaus und nach rechts | | Strecke nach Freinsheim                                                                                  | Strecke nach Freinsheim                                                                                  |
| ehemalige Blockstelle | | Isenach (Bk)                                                                                             | Isenach (Bk)                                                                                             |
| Abzweig geradeaus und von links | | Strecke von Ludwigshafen BASF                                                                            | Strecke von Ludwigshafen BASF                                                                            |
| Bahnhof | 62,801 | Ludwigshafen-Oggersheim                                                                                  | Ludwigshafen-Oggersheim                                                                                  |
| Blockstelle | 65,847 | Rotes Kreuz (Abzw, drittes Gleis)                                                                        | Rotes Kreuz (Abzw, drittes Gleis)                                                                        |
| Abzweig geradeaus, ehemals nach links und ehemals von links · Kopfbahnhof Streckenende und quer (Strecke außer Betrieb) | | Ludwigshafen (Rhein) Hbf (bis 1969)                                                                      | Ludwigshafen (Rhein) Hbf (bis 1969)                                                                      |
| Blockstelle | 66,600 | Ludwigshafen (Rhein) Ültg Nord                                                                           | Ludwigshafen (Rhein) Ültg Nord                                                                           |
| Abzweig geradeaus und nach rechts | | nach Ludwigshafen Gbf                                                                                    | nach Ludwigshafen Gbf                                                                                    |
| Abzweig geradeaus und nach rechts | | nach Ludwigshafen Hbf tief                                                                               | nach Ludwigshafen Hbf tief                                                                               |
| Kreuzung geradeaus oben | | von BASF Südtor                                                                                          | von BASF Südtor                                                                                          |
| Bahnhof | 67,285 | Ludwigshafen (Rhein) Hbf (Dreiecksbahnhof)                                                               | Ludwigshafen (Rhein) Hbf (Dreiecksbahnhof)                                                               |
| Abzweig geradeaus und von rechts | | von Ludwigshafen Gbf                                                                                     | von Ludwigshafen Gbf                                                                                     |
| Abzweig geradeaus, von links und von rechts | | Strecken von Schifferstadt/Saarbrücken S 1S 2S 3S 4                                                      | Strecken von Schifferstadt/Saarbrücken S 1S 2S 3S 4                                                      |
| Blockstelle | 68,000 | Ludwigshafen (Rhein) Ültg Süd                                                                            | Ludwigshafen (Rhein) Ültg Süd                                                                            |
| Brücke | | B 44 | B 44 |
| Haltepunkt / Haltestelle | 68,600 | Ludwigshafen (Rhein) Mitte                                                                               | Ludwigshafen (Rhein) Mitte                                                                               |
| | | | |
| Grenze auf Brücke über Wasserlauf | 69,043 | Konrad-Adenauer-Brücke (Rhein) Landesgrenze Baden-Württemberg–Rheinland-Pfalz                            | Konrad-Adenauer-Brücke (Rhein) Landesgrenze Baden-Württemberg–Rheinland-Pfalz                            |
| | | | |
| Brücke | | B 36 | B 36 |
| Strecke von links · Kreuzung geradeaus oben | | Strecke von Mannheim Hgbf                                                                                | Strecke von Mannheim Hgbf                                                                                |
| Abzweig geradeaus und von links · Kreuzung geradeaus oben | | Westliche Einführung der Riedbahn von Frankfurt S 9                                                      | Westliche Einführung der Riedbahn von Frankfurt S 9                                                      |
| Strecke nach links · Abzweig geradeaus und von rechts | | (höhenfreie Einführung)                                                                                  | (höhenfreie Einführung)                                                                                  |
| Bahnhof | 70,128 | Mannheim Hbf                                                                                             | Mannheim Hbf                                                                                             |
| | | | |
| Strecke | | Strecke nach Frankfurt, Strecke nach Heidelberg, Strecke nach Stuttgart, nach Rastatt S 1S 2S 3S 4S 6S 9 | Strecke nach Frankfurt, Strecke nach Heidelberg, Strecke nach Stuttgart, nach Rastatt S 1S 2S 3S 4S 6S 9 |
| | | | |
| Quellen: | | | |

Die Bahnstrecke Mainz–Mannheim führt von Mainz über Worms, Frankenthal und Ludwigshafen am Rhein bis nach Mannheim. Die durchgehend zweigleisige und elektrifizierte Hauptbahn wird neben Güter-, Fern- und Nahverkehrszügen auch vollständig von der S-Bahn RheinNeckar befahren.

## Geschichte

### Länderbahnzeit
Die heutige Bahnstrecke setzt sich aus drei Abschnitten zusammen, die historisch getrennt entstanden:
- Mainz–Worms–Grenze zwischen Rheinhessen und Pfalz (Bayern) (Hessische Ludwigsbahn)
- Bayerische Grenze–Ludwigshafen (Pfälzische Ludwigsbahn-Gesellschaft)
- Ludwigshafen–Mannheim

#### Abschnitt in Rheinhessen

##### Hessische Ludwigsbahn

Worms, erstes Empfangsgebäude von 1853, davor Beamte der Hessischen Ludwigsbahn

Erste Überlegungen, eine linksrheinische Bahnstrecke zwischen Mainz und Worms zu bauen, reichen zurück bis 1836, kurz nach der Eröffnung der ersten deutschen Bahnstrecke Nürnberg-Fürth. Dem großen Interesse der französisch-bayrischen Seite stand jedoch zunächst aus militär-strategischen Gründen die Ablehnung von Seiten Preußens und Badens entgegen. Erst 1844 konnten die Planungen wieder aufgenommen werden, als die bayrische Pfalz den Eisenbahnbau entschieden vorantrieb. Eine Trassenführung über Alzey wurde zu Gunsten einer direkten Trassierung entlang des Rheins verworfen. Sie wurde später jedoch als Bahnstrecke Mainz–Alzey und Rheinhessenbahn zusätzlich gebaut.
Die Konzession für den Bau der Strecke Mainz–Worms wurde seitens des Großherzogtums Hessen am 25. März 1846 erteilt, die Bauarbeiten begannen am 7. Juni 1847. Durch die Finanzkrise rund um die Märzrevolution 1848 konnte der ursprüngliche Fertigstellungstermin für die Gesamtstrecke, 1850, nicht gehalten werden. Nach Überwinden der finanziellen Engpässe ging der Bau zügig voran, nicht zuletzt weil das Gelände in der Oberrheinischen Tiefebene völlig flach und größere Kunstbauten nicht erforderlich waren. Während die Wormser einen Bahnhofsstandort in Hafennähe bevorzugt hätten, konnte sich die HLB nach einigem Hin und Her mit dem weiter westlich gelegenen heutigen Standort durchsetzen.
Die 46 Kilometer lange Strecke ging dann im Laufe des Jahres 1853, von Mainz aus nach Süden fortschreitend, abschnittsweise in Betrieb.
| Abschnitt                              | Tag der Inbetriebnahme |
| -------------------------------------- | ---------------------- |
| Mainz–Oppenheim                        | 23. März 1853          |
| Oppenheim–Alsheim                      | 10. Juli 1853          |
| Alsheim–Osthofen                       | 7. August 1853         |
| Osthofen–Worms                         | 25. August 1853        |
| Worms–bayerische Grenze–(Ludwigshafen) | 15. November 1853      |

Anfangs waren täglich sechs Personenzüge (darunter ein Schnellzug) in jeder Richtung zwischen Mainz und Worms unterwegs. Zwei davon hatten Anschluss bis Paris. In Mainz bestand Anschluss an die Dampfschiffe der „Köln und Düsseldorfer Gesellschaften“ und durch das Trajekt Mainz–Kastel an die Taunusbahn nach Wiesbaden und Frankfurt am Main.
Nach einem Vertrag mit dem Königreich Bayern vom 8. Mai 1854 wurde die Telegrafenleitung der Pfälzischen Ludwigsbahn, die von Süden kommend bereits bis Worms führte, bis Mainz verlängert.
1856 erschien für die Strecke der wahrscheinlich erste deutschsprachige Eisenbahn-Reiseführer.
Die Streckenkilometrierung hatte – bis zur Neukilometrierung infolge des Umbaus der Bahnanlagen in Ludwigshafen 1969 – ihren Nullpunkt kurz vor der Landesgrenze zwischen Pfalz und Hessen (km 0,20), somit war Worms in km 3,21, Osthofen in km 11,43, Bodenheim in km 38,76 und Mainz Hbf in km 49,09.
Das zweite Gleis zwischen Mainz und Worms wurde nach dem Deutsch-Französischen Krieg 1871 verlegt, der die Strecke an den Rand ihrer Kapazität gebracht hatte.

##### Staatsbahn
Zusammen mit der Hessischen Ludwigsbahn wurde die Strecke 1897 verstaatlicht. Sie gehörte nun zu der dafür gemeinsam von Preußen und dem Großherzogtum Hessen neu errichteten Königlich Preußischen und Großherzoglich Hessischen Eisenbahndirektion, die die Preußisch-Hessische Eisenbahngemeinschaft verwaltete.
Im Juli 1898 ging die Telegrafen-Fernleitung der Eisenbahn von Frankfurt am Main nach Straßburg in Betrieb, als „Fernmeldeleitung Nr. 1a“ bezeichnet, die auch die Bahnstrecke Mainz–Mannheim zwischen Mainz und Ludwigshafen einband:
| Bahnhof                                                                    | Rufzeichen | Inbetriebnahme |
| -------------------------------------------------------------------------- | ---------- | -------------- |
| Straßburg                                                                  | Str        | 1899           |
| Lauterburg                                                                 | Lt         | 23. Juli 1898  |
| Ludwigshafen                                                               | Lu         | 23. Juli 1898  |
| Worms                                                                      | Ws         | 23. Juli 1898  |
| Bodenheim                                                                  | Bo         | 23. Juli 1898  |
| Mainz Centralbahnhof                                                       | Mz         | 23. Juli 1898  |
| Königlich Preußische und Großherzoglich Hessische Eisenbahndirektion Mainz | Wd         | 23. Juli 1898  |
| Frankfurt (Main) Hauptbahnhof                                              | Frt        | 23. Juli 1898  |

Ab 1899 wurde auf der Strecke elektrischer, automatischer Streckenblock installiert, eine Maßnahme, die erst 1907 abgeschlossen war. Danach wurden die telegrafischen Zugmeldungen eingestellt. 1900 erhielten eine Reihe von Bahnhöfen Stellwerke, in der Regel zwei, eines für jeden Bahnhofskopf. Bis dahin waren Signale und Weichen vor Ort von Weichenstellern bedient worden. Ebenfalls 1907 wurde zwischen Mainz und Worms eine direkte Fernsprechleitung in Betrieb genommen. Am 10. Februar 1914 wurden „mit Eintritt der Dunkelheit“ zwischen Mainz und Worms neue „Doppellichtvorsignale“ in Betrieb genommen, die dem heute noch gebräuchlichen Modell des Formsignals entsprachen.

#### Abschnitt in der Rheinpfalz

##### Pfälzische Ludwigsbahn

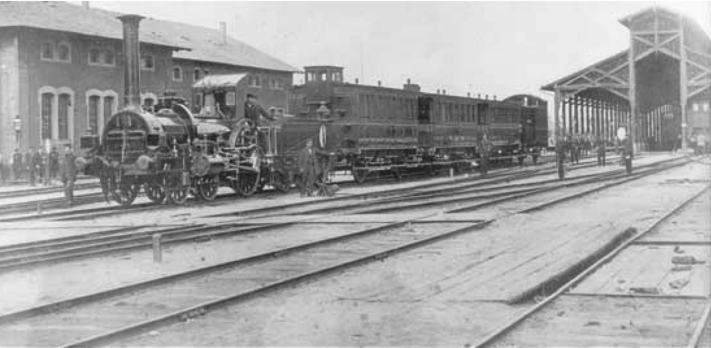
Hofzug der Pfälzischen Ludwigsbahn für König Maximilian II. von Bayern im Bahnhof Ludwigshafen, 1867

1844 bildete sich in Frankenthal ein Komitee, dem es 1845 gelang, die staatliche Konzession für eine Eisenbahn von Ludwigshafen bis zur Landesgrenze nach Worms zu erhalten. Das Projekt stand und fiel aber mit den Anschlüssen im Norden (nach Mainz) und im Süden (nach Straßburg). Letzteres war aus politischen Gründen, ersteres wegen der immer noch nicht stehenden Finanzierung problematisch. In der Wirtschaftskrise, die die Revolution von 1848 mit verursacht hatte und weiter verstärkte, löste sich diese erste Gesellschaft selbst auf. Die Konzession wurde 1852 vom Staat auf die Pfälzische Ludwigsbahn-Gesellschaft übertragen. Zwischen dieser und der Hessischen Ludwigsbahn wurde noch im gleichen Jahr ein Vertrag über den Bau und Betrieb der Gesamtstrecke Mainz–Ludwigshafen geschlossen. Der von pfälzischer Seite aus notwendige Lückenschluss zwischen Worms und Ludwigshafen wurde daraufhin angegangen. Am 6. November 1853 schlossen die Hessische und die Pfälzische Ludwigsbahn einen Vertrag über den systemüberschreitenden Verkehr. Danach bestand durchgehender Personen- und Güterverkehr sowie Gepäcktransport, es gab durchgehende Fahrkarten und in der Außendarstellung sollte der Betrieb wie eine Eisenbahn erscheinen. Der grenzüberschreitende Abschnitt zwischen Hessen und der bayerischen Pfalz ging wenige Tage später, am 15. November 1853, in Betrieb. Seit diesem Tag bestand durchgehender Eisenbahnverkehr zwischen Mainz und Paris, eine Verbindung, die drei Mal täglich angeboten wurde und auf der die Schnellzüge, die nur die erste und zweite Klasse führten, etwa 17 Stunden unterwegs waren. 1860 ging das zweite Gleis in Betrieb.
Die Streckenkilometrierung war – bis zur Neukilometrierung infolge des Umbaus der Bahnanlagen in Ludwigshafen 1969 – von der Strecke aus Homburg durchgehend (Ende in km 125,10), somit war Ludwigshafen Hbf in km 105,613, Oggersheim in km 111,39, Frankenthal in km 117,26 und Bobenheim in km 123,08.

##### Staatsbahn
Am 1. Januar 1870 wurden Verwaltung und Betrieb der pfälzischen Gesellschaften der Ludwigsbahn, der Maximiliansbahn und der Nordbahnen als Pfälzische Eisenbahnen zusammengefasst und dieser neuen Gesellschaft auch der pfälzische Teil der Bahnstrecke Mainz–Mannheim unterstellt. Am 1. Januar 1909 gingen die Pfälzischen Eisenbahnen und damit auch der pfälzische Teil der Bahnstrecke Mainz–Mannheim in das Eigentum der Bayerischen Staatseisenbahnen über.
Am 1. Juli 1914 wurde eine direkte Fernsprechleitung (Telefon) der Bahn zwischen Worms und Ludwigshafen in Betrieb genommen, die parallel zur bestehenden Leitung von Mainz über Worms nach Ludwigshafen arbeitete.

#### Abschnitt Ludwigshafen am Rhein–Mannheim

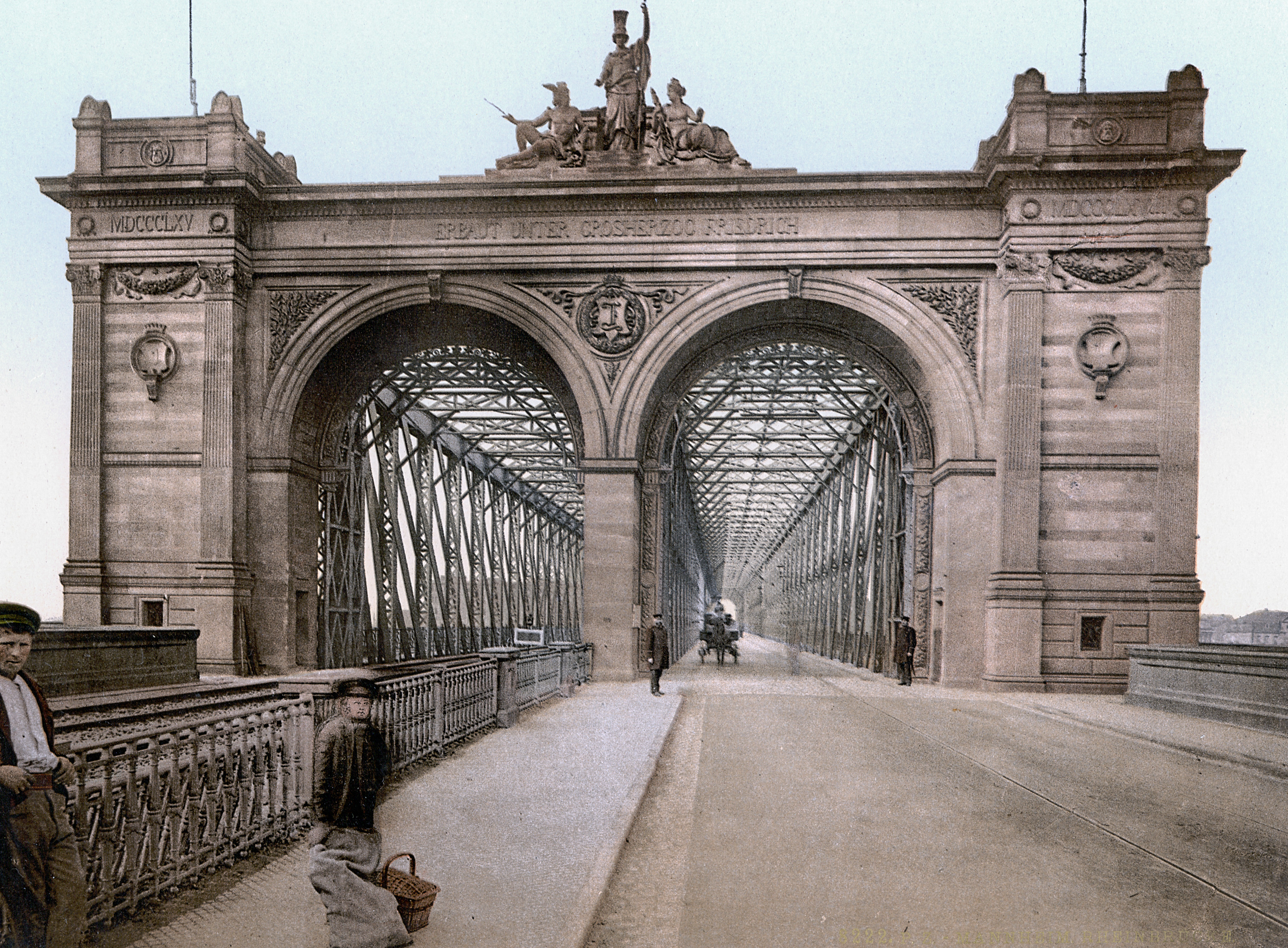
Eisenbahn- und Straßenbrücke mit dem Portal der Mannheimer Seite, ca. 1893

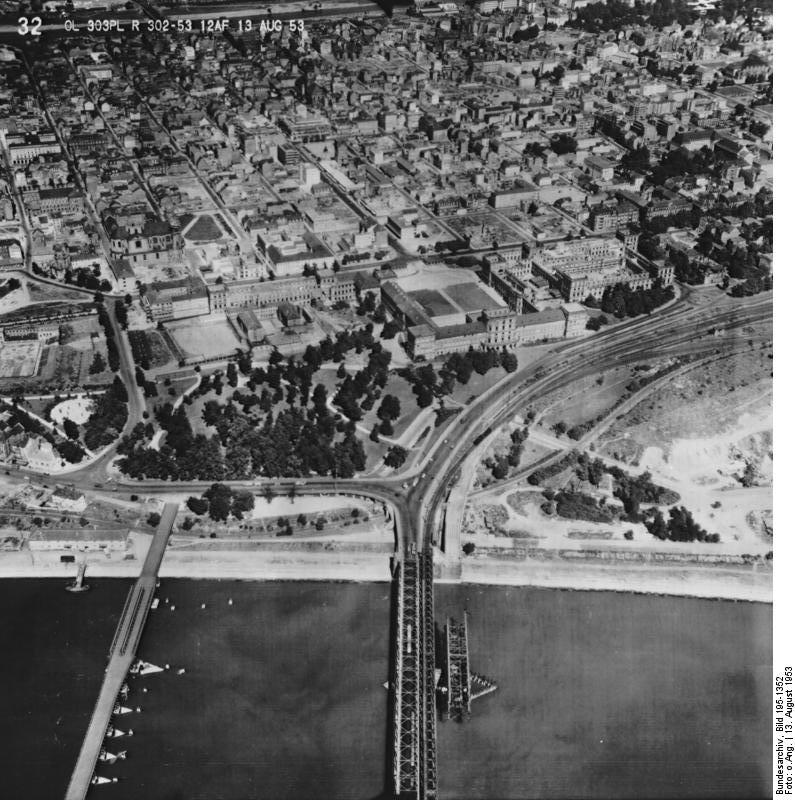
Blick von Ludwigshafen auf Mannheim, Brücke rechts außen: die provisorische, eingleisige Eisenbahnbrücke, 1953

Zunächst konnten Eisenbahnfahrzeuge nur mit dem Trajekt Ludwigshafen–Mannheim den Rhein queren. Erst 1863/1864 wurde eine kombinierte Straßen- und – von Anfang an zweigleisige – Eisenbahnbrücke unter Paul Camille von Denis geplant, die ab 1865 errichtet und 1867 eingeweiht wurde, die heutige Konrad-Adenauer-Brücke.

### Reichsbahn
Die Rheinbrücke zwischen Ludwigshafen und Mannheim wurde 1931–1932 durch einen Neubau ersetzt, die alte Eisenbahnbrücke für den Straßenverkehr umgebaut. Am 20. März 1945 sprengte die Wehrmacht das Bauwerk.
Nach den Zerstörungen des Zweiten Weltkriegs setzte die zunächst amerikanische Besatzung die Strecke am linken Rheinufer schnell wieder in Betrieb und übergab am 11. Juni 1945 auch den Abschnitt zwischen Mainz und Worms wieder in deutsche Hände.
Die französische Besatzungsmacht ordnete nach dem Zweiten Weltkrieg alle Bahnanlagen im nördlichen Teil ihrer Besatzungszone der Eisenbahndirektion Mainz zu. Dazu gehörte auch der überwiegende, linksrheinische Teil der Strecke Mainz–Mannheim.
1946 entstand zwischen Ludwigshafen und Mannheim eine eingleisige Behelfsbrücke, der erst 1954/55 ein zweigleisiger Neubau folgte.

### Deutsche Bundesbahn
Die Strecke wurde ab 1955 elektrifiziert, der elektrische Betrieb am 29. Mai 1958 mit einer „feierlichen Eröffnungsfahrt“ eingeweiht und am 1. Juni 1958 (Inkrafttreten des Sommerfahrplans 1958) planmäßig aufgenommen. Das hatte auch zur Folge, dass 1961 die zulässige Höchstgeschwindigkeit abschnittweise von 120 km/h auf 140 km/h heraufgesetzt wurde.
Mit Inbetriebnahme des neuen Hauptbahnhofs in Ludwigshafen erhielt die Strecke 1969 ihre neue, noch heute gültige Kilometrierung, die von Mainz Hbf nach Mannheim Hbf durchzählt und die alte Kilometrierung aus den Zeiten der Hessischen Ludwigsbahn und der Pfälzischen Ludwigsbahn ersetzte. Ab dem 9. Februar 1970 bestand zwischen Ludwigshafen und Mannheim Hbf planmäßig Gleiswechselbetrieb.
Mit der schrittweisen Auflösung der Bundesbahndirektion Mainz in den Jahren 1971/72 fiel die Zuständigkeit für die Strecke südlich von Worms zum 1. Juni 1971 an die Bundesbahndirektion Karlsruhe.
Der Ausbau der Strecke war im Bundesverkehrswegeplan 1985 enthalten. 1990 wurde das Raumordnungsverfahren für einen Ausbau der Strecke eingeleitet. Vorgesehen war dabei u. a. ein mehrgleisiger Ausbau und die Errichtung einer zusätzlichen Rheinbrücke zwischen Ludwigshafen und Mannheim. Etwa 60 Prozent der Strecke sollten mit 200 km/h befahren werden können. Zwischen Ludwigshafen und Mannheim war ein dreigleisiger Ausbau vorgesehen. Im Bundesverkehrswegeplan 1992 war im Rahmen der Ausbaustrecke Mainz–Mannheim ein weitgehender Ausbau der Strecke für 200 km/h, ein mehrgleisiger Ausbau zwischen Ludwigshafen und Mannheim sowie ein Bau eines weiteren Tunnels in Mainz geplant. Von geschätzten Gesamtkosten von 608 Millionen DM (zum Preisstand 1. Januar 1991) waren bis Ende 1991 3 Millionen DM investiert worden.
Vom 12. bis 18. September 1990 fand zwischen Worms und Ludwigshafen außerdem die „Aktion Lindwurm“ statt.

### Deutsche Bahn AG
Zum Ausbau des S-Bahn-Netzes wurde 1997 bis 1999 eine zweite Eisenbahnbrücke über den Rhein direkt neben der bestehenden für die Bahnstrecke Mannheim–Saarbrücken errichtet.
Ende Dezember 2012 wurde ein Finanzierungspaket in Höhe von 53 Millionen Euro für die Sanierung und den Bau von Stationen der S-Bahn RheinNeckar auf der Bahnstrecke Mainz–Ludwigshafen unterschrieben. Demnach sollen neue Stationen in Frankenthal Süd und Dienheim gebaut werden. Im Mai 2013 wurde mit den Sanierungen der Stationen in Mettenheim, Bodenheim und Ludwigshafen-Oggersheim begonnen. Hierbei wurden die Bahnsteige auf 76 Zentimeter Höhe und 210 Meter Länge ausgebaut. Zudem wurden die S-Bahn-Stationen barrierefrei ausgebaut. Mitte September 2013 wurden die neuen Bahnsteige des Mettenheimer Haltepunktes in Betrieb genommen, die sanierten Bahnhöfe in Bodenheim und Ludwigshafen-Oggersheim wurden ebenfalls 2013 in Betrieb genommen. 2014 wurde mit der Modernisierung der Stationen Bobenheim, Guntersblum, Frankenthal Hauptbahnhof, Mainz-Laubenheim, Nierstein und Nackenheim begonnen. Außerdem begann im Frühjahr 2014 der Bau der S-Bahn-Stationen in Dienheim und Frankenthal Süd. Der erste Spatenstich zum Bau der Dienheimer S-Bahn-Station erfolgte im Mai 2014. Alle Umbaumaßnahmen für die S-Bahn RheinNeckar wurden Ende 2015 abgeschlossen.
Im August 2017 begann zwischen Mainz-Weisenau Gbf und Guntersblum der Erdbau für ein neues elektronisches Stellwerk (ESTW). Das „ESTW Oppenheim“ mit Sitz in den Gemarkungsgrenzen von Nierstein wurde am Morgen des 17. Dezember 2018 in Betrieb genommen. Es ist für den Streckenabschnitt zwischen Mainz-Weisenau Gbf und Guntersblum zuständig.
Im Januar sowie ab Sommer 2024 übernahm diese linksrheinische Strecke, neben der Main-Neckar-Bahn, einen Teil des Umleitungsverkehrs der dann unter Sanierung befindlichen rechtsrheinischen Bahnstrecke Mannheim–Frankfurt am Main (Riedbahn). Dadurch fuhren die eigentlich auf der Strecke fahrenden S-Bahnen nicht alle Haltepunkte an. Diese wurden über einen Schienenersatzverkehr bedient.

## Infrastruktur

### Mainz Hauptbahnhof

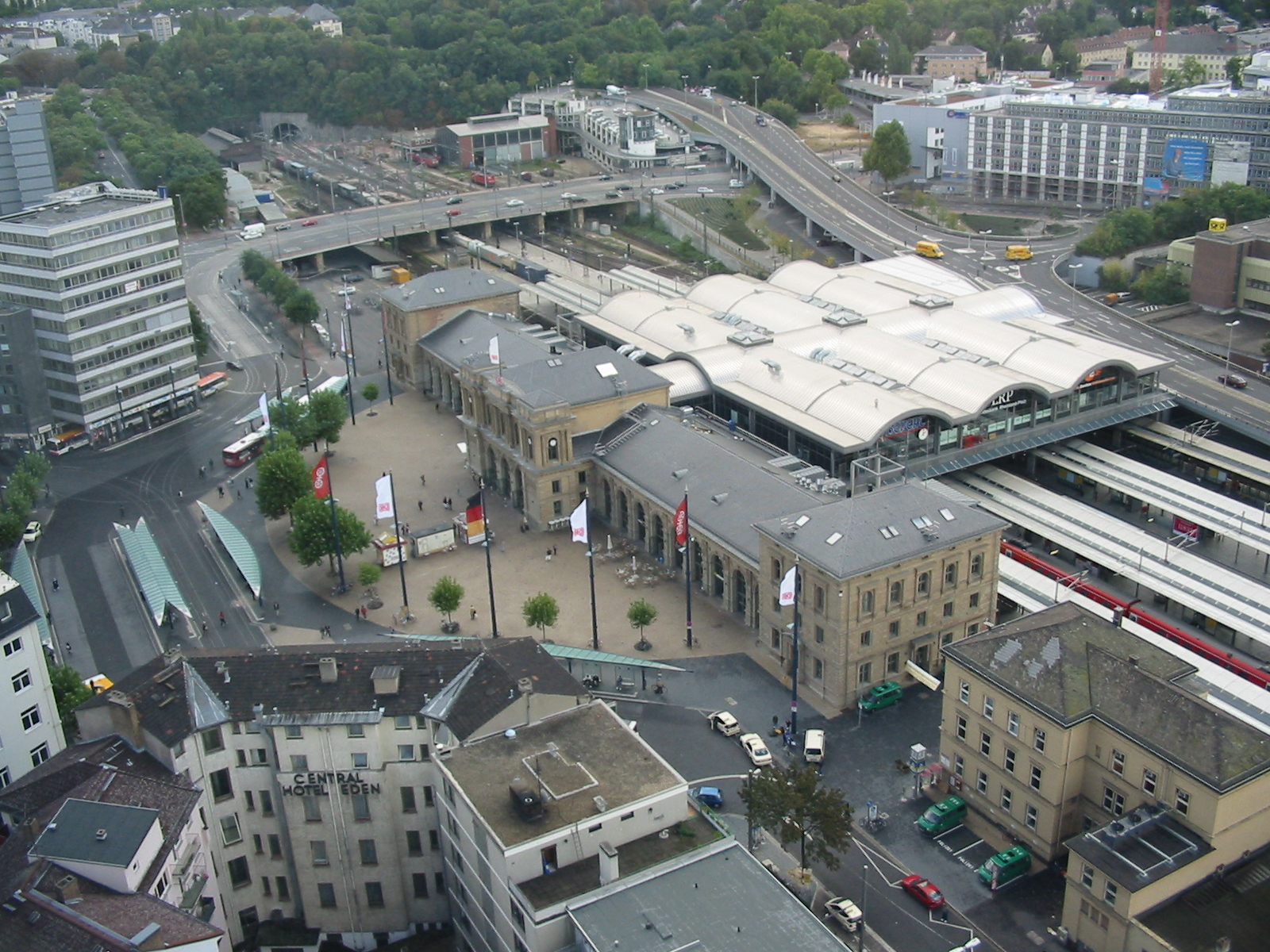
Mainz Hauptbahnhof von Nordosten, 2012

Mainz Hauptbahnhof (Streckenkilometer 0,0) bildet den Ausgangspunkt der Bahnstrecke 3522 nach Mannheim Hauptbahnhof.
Zu dessen Vorgänger:

### Mainzer Tunnel
Die drei Mainzer Tunnel stellen die Verbindung zwischen Mainz Hauptbahnhof und dem südlich gelegenen Bahnhof Mainz Römisches Theater her.

### Mainz Römisches Theater
Südlich des Bahnhofs Mainz Römisches Theater (Streckenkilometer 1,8) zweigen über die Südbrücke die weiter führenden Strecken, nach Frankfurt und Darmstadt, ab.

### Mainz-Weisenau
Der ehemalige Haltepunkt Mainz-Weisenau (Streckenkilometer 3,8) war in seinem Bestand öfters in Frage gestellt. Als die Strecke 1852/53 errichtet wurde, war der Halt nicht vorgesehen. Allerdings stellte sich schon kurz nach der Eröffnung heraus, dass ein Verkehrsbedarf gegeben war und die Hessische Ludwigsbahn richtete einen provisorischen Halt Weisenau ein. Er wurde aber nicht als eigenständiger Tarifpunkt behandelt, es galt vielmehr der Tarif für den jeweils folgenden Halt. In der Folgezeit wurde der Personenverkehr dort wieder eingestellt, nur eine Güterabfertigung bestand noch. 1913 wurde die erneute Eröffnung des Bahnhofs im Personenverkehr in Aussicht genommen, sie erfolgte dann aber erst zum 1. Mai 1914. Zum 1. Januar 1969 zog die DB ihr Personal ab. Der Haltepunkt wurde um 1995 endgültig aufgelassen.
Der Haltepunkt besaß ein aus Holz errichtetes Empfangsgebäude, das 1973 abgerissen wurde.

### Mainz-Weisenau Güterbahnhof
Der Güterbahnhof Mainz-Weisenau Gbf (Streckenkilometer 5,4) – nicht zu verwechseln mit dem genannten ehemaligen Haltepunkt für den Personenverkehr – entstand in einem industriellen Bereich, der selbst mit dem Bau der Bahnstrecke entstanden war, als hier Kalkbrennöfen in Betrieb genommen wurden.

### Mainz-Laubenheim

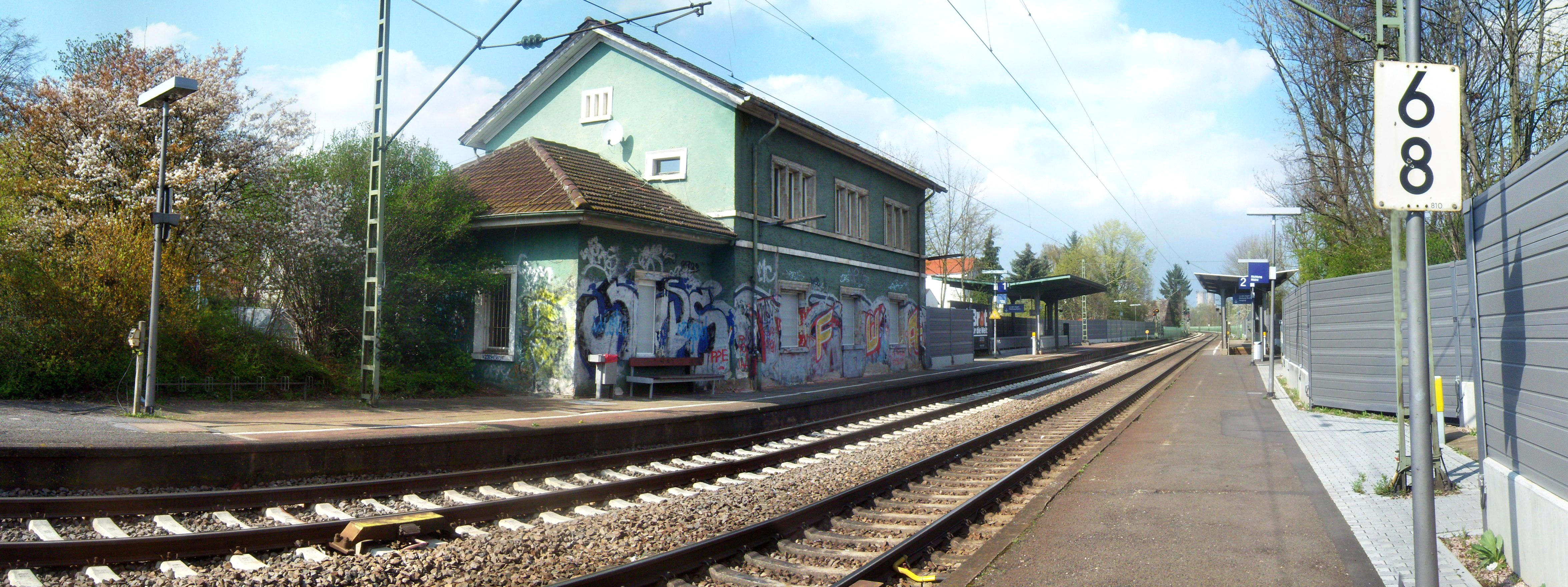
Haltepunkt Laubenheim

Der Haltepunkt Mainz-Laubenheim (Streckenkilometer 6,8) bedient den Mainzer Stadtteil Laubenheim und ist von DB Station&Service der Preisklasse 5 zugeordnet.
Die ursprüngliche Bezeichnung des Bahnhofs lautete Laubenheim. Die Eingemeindung von Laubenheim nach Mainz 1969 hatte die Umbenennung in Mainz-Laubenheim 1970 zur Folge.
Das historische Empfangsgebäude ist in klassizistischen Formen unter weitgehendem Verzicht auf baulichen Schmuck zusammen mit der Strecke 1852 errichtet worden und seit 1978 für Reisende geschlossen.

### Bodenheim
Der Bahnhof Bodenheim (Streckenkilometer 10,3) bedient die Ortsgemeinde Bodenheim.
Vom 1. Oktober 1879 bis zum 31. Mai 1985 war der Bahnhof Bodenheim Trennungsbahnhof für die Bahnstrecke Bodenheim–Alzey. 1899 wurde hier elektrischer, automatischer Streckenblock installiert. Bodenheim ist in die Preisklasse 4 eingestuft.
Das Empfangsgebäude von Bodenheim war der standardisierte Typenbau, den Ignaz Opfermann als Leitender der Baumaßnahmen für die Hessische Ludwigsbahn für die überwiegende Zahl der Empfangsgebäude bis einschließlich Worms in den meisten Bahnhöfen der Strecke nur mit kleinen Abweichungen verwirklichte: An den zweigeschossigen, giebelständigen Mittelteil sind zwei parallel zum Bahnsteig liegende eingeschossige Flügel angebaut. Diese sind im Gegensatz zum Hauptgebäude traufständig. Das Hauptgebäude ist dreiachsig. In der Regel verwendete Opfermann Rundbogenfenster. Die Empfangsgebäude sind klassizistisch geprägt, haben klare kubische Formen, eine flache Dachneigung und ihre Gliederung wird überwiegend durch Fenster und Gesimse geleistet. Im Innern gab es getrennte Wartesäle einerseits für die erste und zweite, andererseits für die dritte Klasse.

### Nackenheim
Der Haltepunkt Nackenheim (Streckenkilometer 13,0) bedient die Ortsgemeinde Nackenheim. Vor dem 23. Juni 2006 lag der Haltepunkt 700 Meter weiter südlich (Streckenkilometer 13,7). Der Haltepunkt ist in die Preisklasse 5 eingestuft.
Das Empfangsgebäude von Nackenheim gehörte zu den kleinsten entlang des Streckenabschnittes, der von der Hessischen Ludwigsbahn errichtet wurde. In dem zweistöckigen Gebäude von 1852 befanden sich im Erdgeschoss ein Schalter- und ein Warteraum, im ersten Stock die Wohnung des Bahnhofsvorstehers. Das Gebäude ist heute nicht mehr vorhanden.

### Nierstein

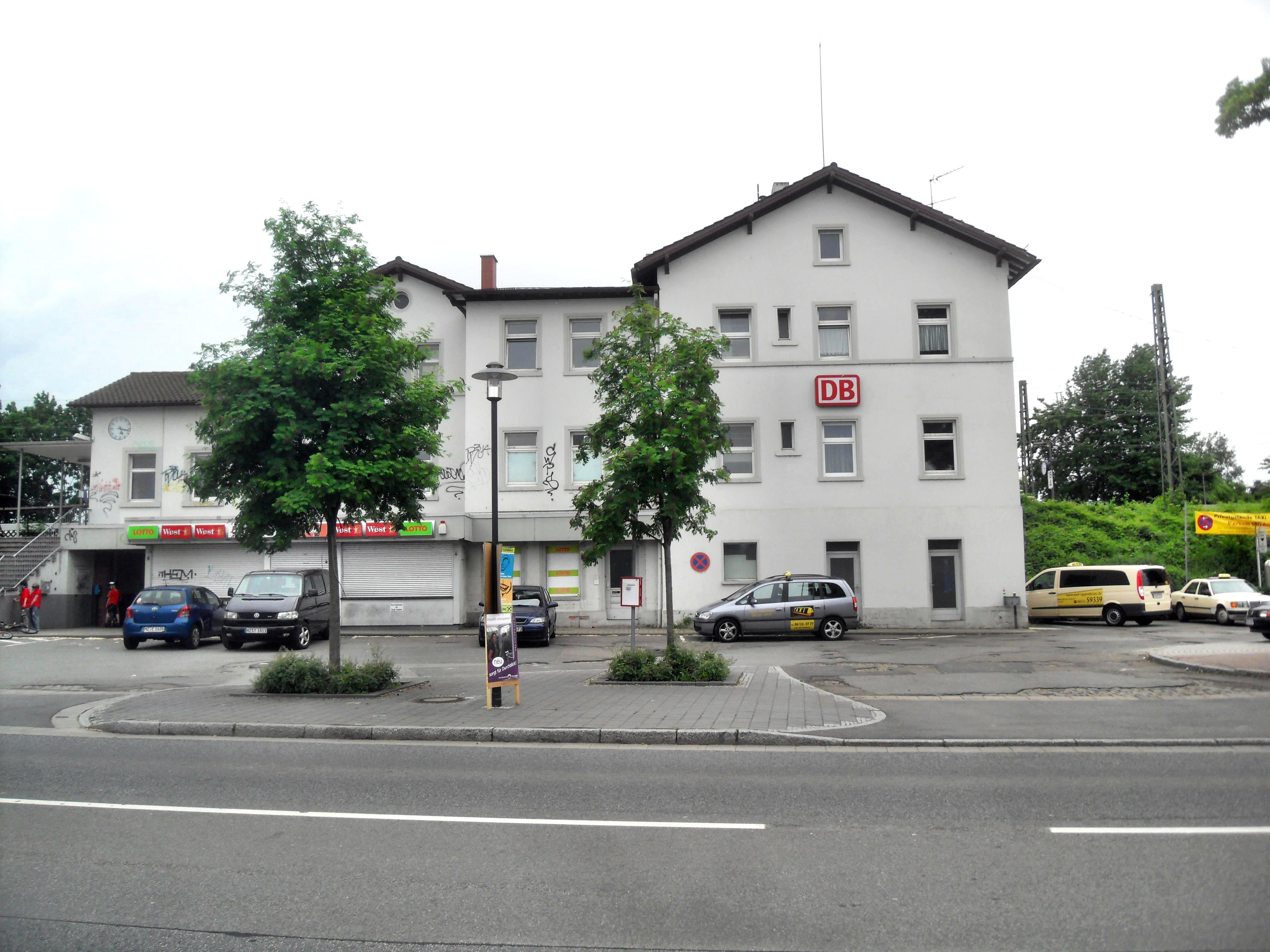
Bahnhof Nierstein (Vorplatz)

Der Bahnhof Nierstein (Streckenkilometer 18,5) bedient die Stadt Nierstein. Er war von 1900 bis 1951 Trennungsbahnhof für die hier abzweigende Bahnstrecke Nierstein–Undenheim-Köngernheim ins rheinhessische Hinterland. Der Bahnhof ist der Preisklasse 5 zugeordnet.
Das Empfangsgebäude von Nierstein entsprach dem standardisierten Typenbau, den Ignaz Opfermann in den meisten Bahnhöfen entlang der Strecke errichten ließ. Es wurde später erheblich erweitert und umgebaut. Anlass könnte der Anschluss der Bahnstrecke Nierstein–Undenheim-Köngernheim gewesen sein.

### Oppenheim
Der Bahnhof Oppenheim (Streckenkilometer 20,4) bedient die Stadt Oppenheim.

### Dienheim
Der Haltepunkt Dienheim (Streckenkilometer 22,2) bedient die Gemeinde Dienheim. Seit 1899 bestand hier eine Blockstelle. Aber erst zum 14. Juni 2015 wurde der Haltepunkt in Betrieb genommen.

### Guntersblum
Der Bahnhof Guntersblum (Streckenkilometer 27,8) bedient die Ortsgemeinde Guntersblum. 1899 wurde hier elektrischer, automatischer Streckenblock installiert. Zwischen 1900 und 1992 war der Bahnhof Endpunkt der Bahnstrecke Osthofen–Rheindürkheim–Guntersblum. Der Bahnhof ist in die Preisklasse 5 eingestuft.
Das Empfangsgebäude von Guntersblum entsprach dem standardisierten Typenbau, den Ignaz Opfermann in den meisten Bahnhöfen entlang der Strecke errichten ließ. An den zweigeschossigen, giebelständigen Mittelteil sind zwei parallel zum Bahnsteig liegende eingeschossige Flügel angebaut. Diese sind im Gegensatz zum Hauptgebäude traufständig. Das Hauptgebäude ist dreiachsig. Opfermann verwendete hier – im Gegensatz zu den meisten anderen Empfangsgebäuden entlang der Strecke – rechteckige Fenster. Das Empfangsgebäude ist klassizistisch geprägt, hat eine klare Prägung aus kubischen Formen, eine flache Dachneigung und eine Gliederung, die überwiegend durch Fenster und Gesimse geleistet wird. Im Innern gab es getrennte Wartesäle einerseits für die erste und zweite, andererseits für die dritte Klasse. Später wurde eine Bahnhofsgaststätte nachträglich eingebaut.

### Alsheim
Der Bahnhof Alsheim (Streckenkilometer 30,8) bedient die Ortsgemeinde Alsheim. 1899 wurde hier elektrischer, automatischer Streckenblock installiert. Der Bahnhof ist in die Preisklasse 5 eingestuft.
Das historische Empfangsgebäude in Alsheim von 1852 soll dem in Mainz-Laubenheim ähnlich gewesen sein, ist aber nicht mehr erhalten.

### Mettenheim
Der Haltepunkt Mettenheim (Streckenkilometer 33,7) bedient die Ortsgemeinde Mettenheim. 1899 wurde hier elektrischer, automatischer Streckenblock installiert. Der Haltepunkt ist in die Preisklasse 6 eingestuft.
Das Empfangsgebäude von Mettenheim gehörte zu den kleinsten entlang des Streckenabschnittes, der von der Hessischen Ludwigsbahn errichtet wurde. Es entstand zusammen mit der Strecke 1852. Im zweistöckigen Gebäude befanden sich im Erdgeschoss ein Schalter- und ein Warteraum, im ersten Stock die Wohnung des Bahnhofsvorstehers. Das Gebäude ist heute nicht mehr vorhanden.

### Osthofen

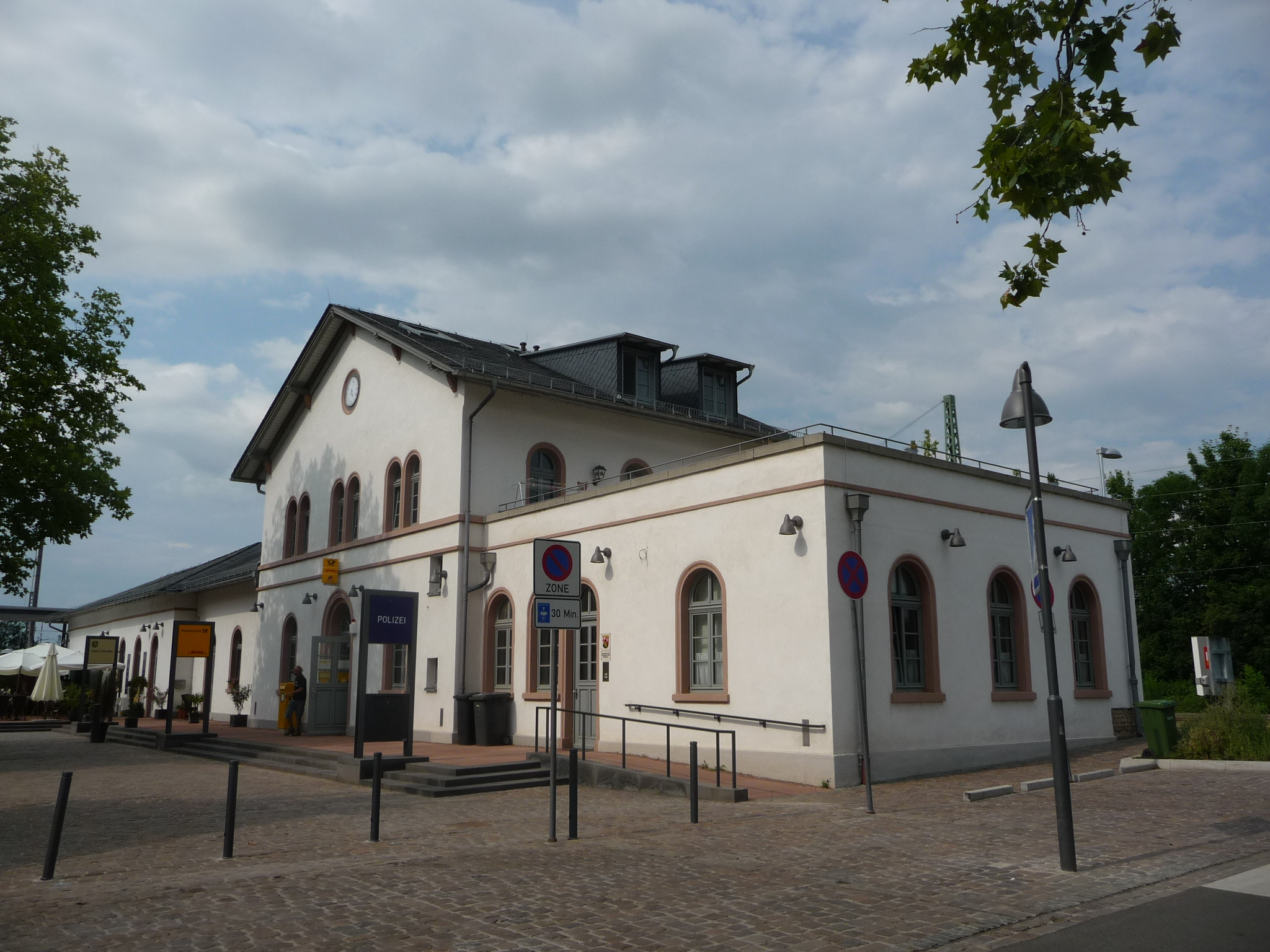
Bahnhof Osthofen

Der Bahnhof Osthofen (Streckenkilometer 37,7) bedient die Stadt Osthofen. Er hat ein bemerkenswert gut erhaltenes Empfangsgebäude von Ignaz Opfermann.

### Worms Hauptbahnhof

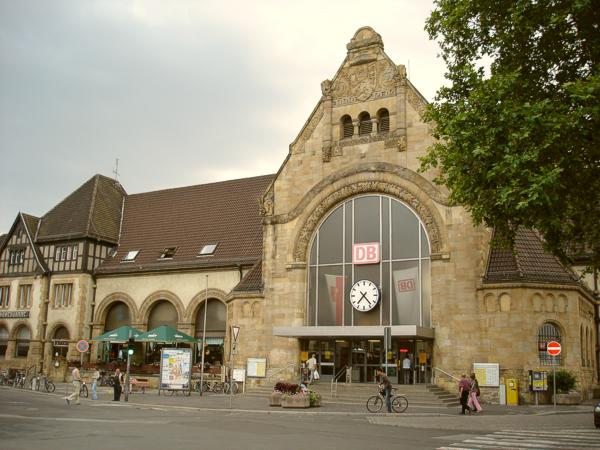
Worms Hauptbahnhof

Worms Hauptbahnhof (Streckenkilometer 45,9) ist einer der beiden auf dem Stadtgebiet von Worms noch aktiven Bahnhöfe. Hier zweigen ab die Bahnstrecken
- Worms–Bingen,
- Worms–Biblis und Worms–Bensheim (beide mit gemeinsamer Trasse bis Hofheim (Ried)) und die heute stillgelegte Worms–Weinheim, die jenseits der Rheinbrücke abzweigte, sowie die
- Hafenbahn Worms.

Weiter war in Worms Hauptbahnhof früher folgende, inzwischen stillgelegte Strecke angebunden:
- Worms–Gundheim

### Worms Vorstadt
Der Bahnhof Worms Vorstadt wurde zwischen 1878 und 1897 in Betrieb genommen. Er trug später die Bezeichnung Zollhaus und bediente nur noch Züge in der Relation Worms–Grünstadt. Spätestens als hier der Personenverkehr am 28. September 1968 eingestellt wurde, wurde auch der Haltepunkt aufgegeben. Hier zweigten ab
- die Bahnstrecke Worms–Grünstadt und
- beidseitig der Strecke Anschlussgleise zu den Heyl’schen Lederwerken. Diese wurden sogar durch ein Haupt- und ein Vorsignal gesichert.[69] Der östliche Abzweig war zugleich das südliche Ende der Hafenbahn Worms.

### Bobenheim
Der Bahnhof Bobenheim (Streckenkilometer 51,1) bedient die Gemeinde Bobenheim-Roxheim. Der Bahnhof war früher der nördlichste auf der Strecke, der zur Pfälzischen Ludwigsbahn und ihren Rechtsnachfolgern gehörte. Lokwechselbahnhof war in dieser frühen Zeit allerdings Worms.
Der Bahnhof wurde so ausgebaut, dass jeder Bahnsteig barrierefrei erreichbar ist. Betroffene benötigen dennoch eine fahrzeugseitige Einstiegshilfe, etwa durch einen Hublift, eine Rampe oder durch Personal. Der Bahnhof ist in die Preisklasse 4 eingestuft.

### Frankenthal Hauptbahnhof

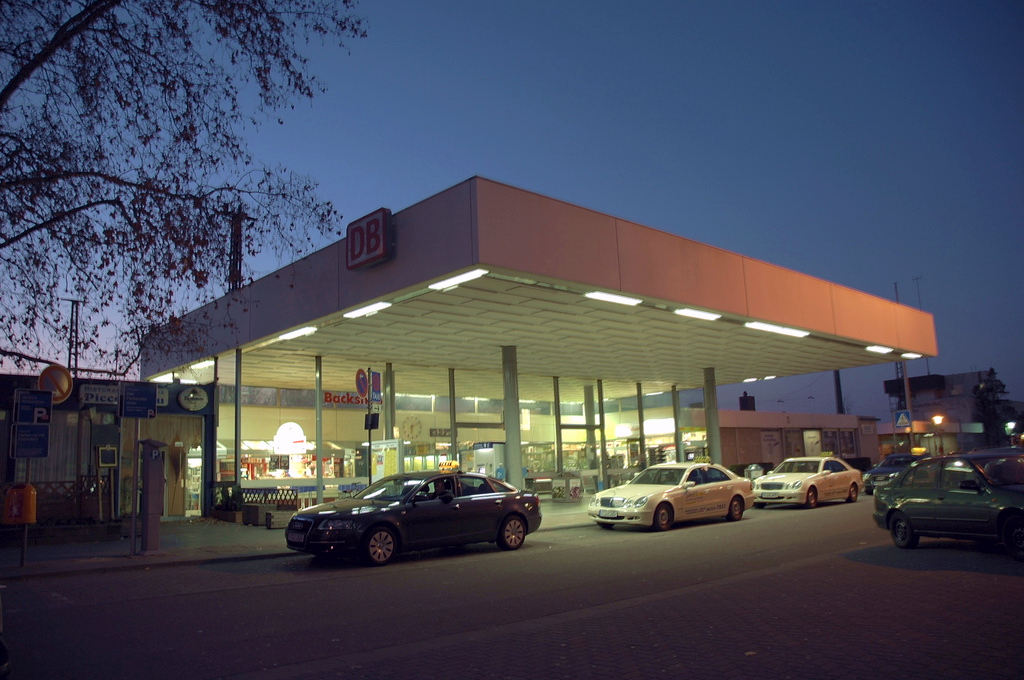
Hauptbahnhof in Frankenthal

Frankenthal Hauptbahnhof (Streckenkilometer 57,0) ist ein Bahnhof in der Stadt Frankenthal. Hier zweigt die Bahnstrecke Freinsheim–Frankenthal ab, die auf einem eigenen Gleis bis Frankenthal Süd parallel zu den Gleisen der Strecke Mainz–Mannheim verläuft.

### Frankenthal Süd
Der Haltepunkt Frankenthal Süd (Streckenkilometer 58,4) ist ein weiterer Halt im Stadtgebiet von Frankenthal. Der Haltepunkt ist in die Preisklasse 4 eingestuft. Hier zweigt die Bahnstrecke Freinsheim–Frankenthal ab.

### Ludwigshafen-Oggersheim
Der Bahnhof Ludwigshafen-Oggersheim (Streckenkilometer 62,8) bedient den Ludwigshafener Stadtteil Oggersheim. Bis zum Sommerfahrplan 1939 trug der Bahnhof die Bezeichnung Oggersheim. 1959 wurde der Bahnhof mit einem Drucktastenstellwerk und Lichtsignalen ausgerüstet. Hier zweigt ein elektrifiziertes Anschlussgleis zur BASF ab, das nur im Güterverkehr betrieben wird und in den nördlichen Teil des Werkes führt. Der Bahnhof ist in die Preisklasse 4 eingestuft.

### Ludwigshafen (Rhein) Rotes Kreuz
Die Abzweigstelle Rotes Kreuz (Streckenkilometer 65,8) dient dazu, Richtung Norden die Strecke 3412 ab hier als drittes Gleis bis zum Bahnhof Ludwigshafen-Oggersheim anzubinden, wo eine Anschlussstrecke zur BASF abzweigt. Das dritte Gleis wurde 1957 in Betrieb genommen. Die Abzweigstelle erhielt 1959 ein Drucktastenstellwerk.

### Ludwigshafen (Rhein) Hauptbahnhof

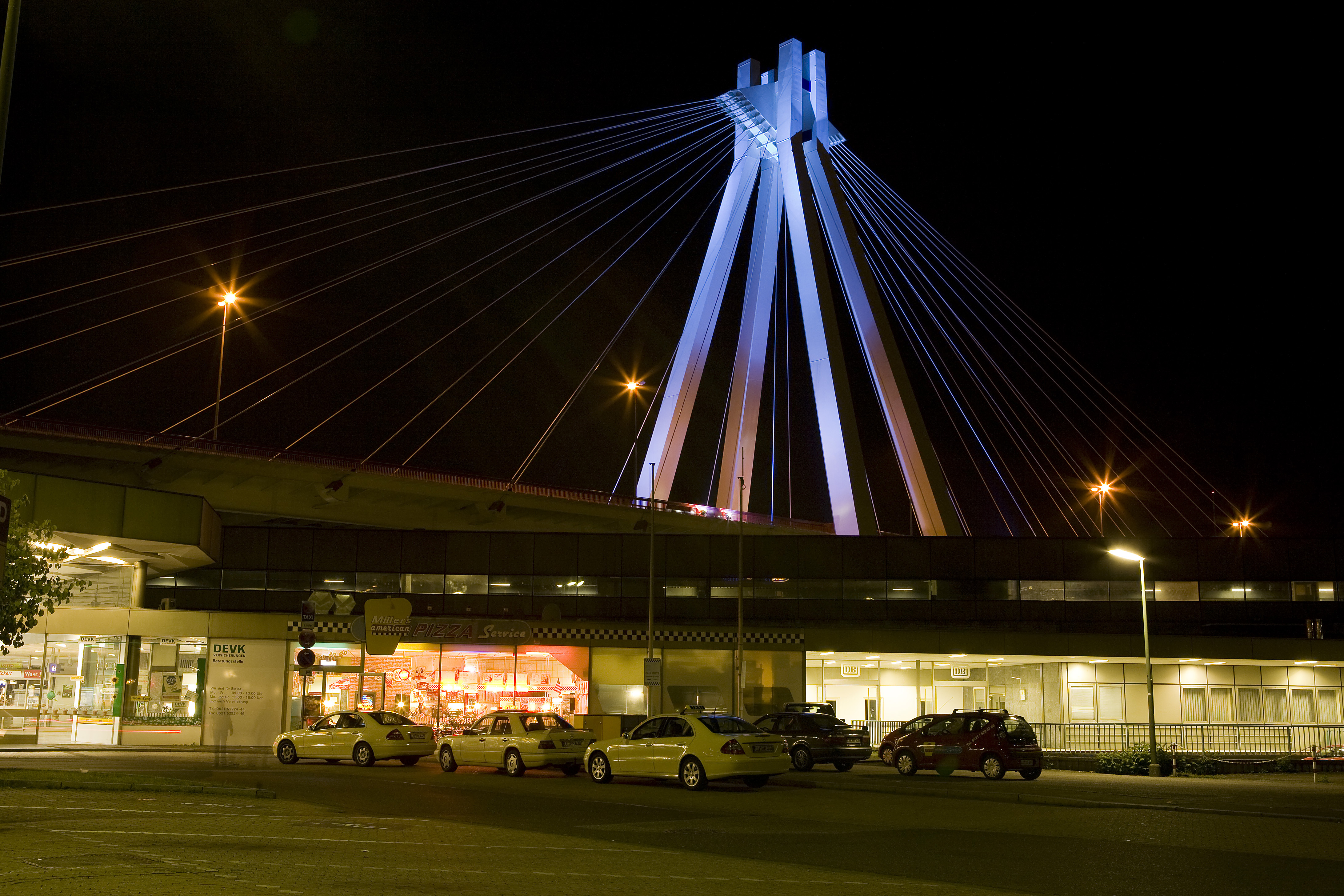
Ludwigshafen (Rhein) Hauptbahnhof

Ludwigshafen (Rhein) Hauptbahnhof (Streckenkilometer 68,0) ist von den Anlagen her der flächenmäßig größte Bahnhof von Ludwigshafen am Rhein. Hier mündet die Bahnstrecke Mannheim–Saarbrücken ein.

### Ludwigshafen (Rhein) Mitte
Der 2003 eröffnete Haltepunkt Ludwigshafen (Rhein) Mitte (Streckenkilometer 68,6) ist der höchstfrequentierte Bahnhof der Stadt und wesentlich zentraler gelegen als der Hauptbahnhof.

### Konrad-Adenauer-Brücke
Über die Konrad-Adenauer-Brücke quert die Strecke den Rhein.

### Mannheim Hauptbahnhof
Die Strecke endet in Mannheim Hauptbahnhof (Streckenkilometer 70,1).

## Betrieb

### Verkehr

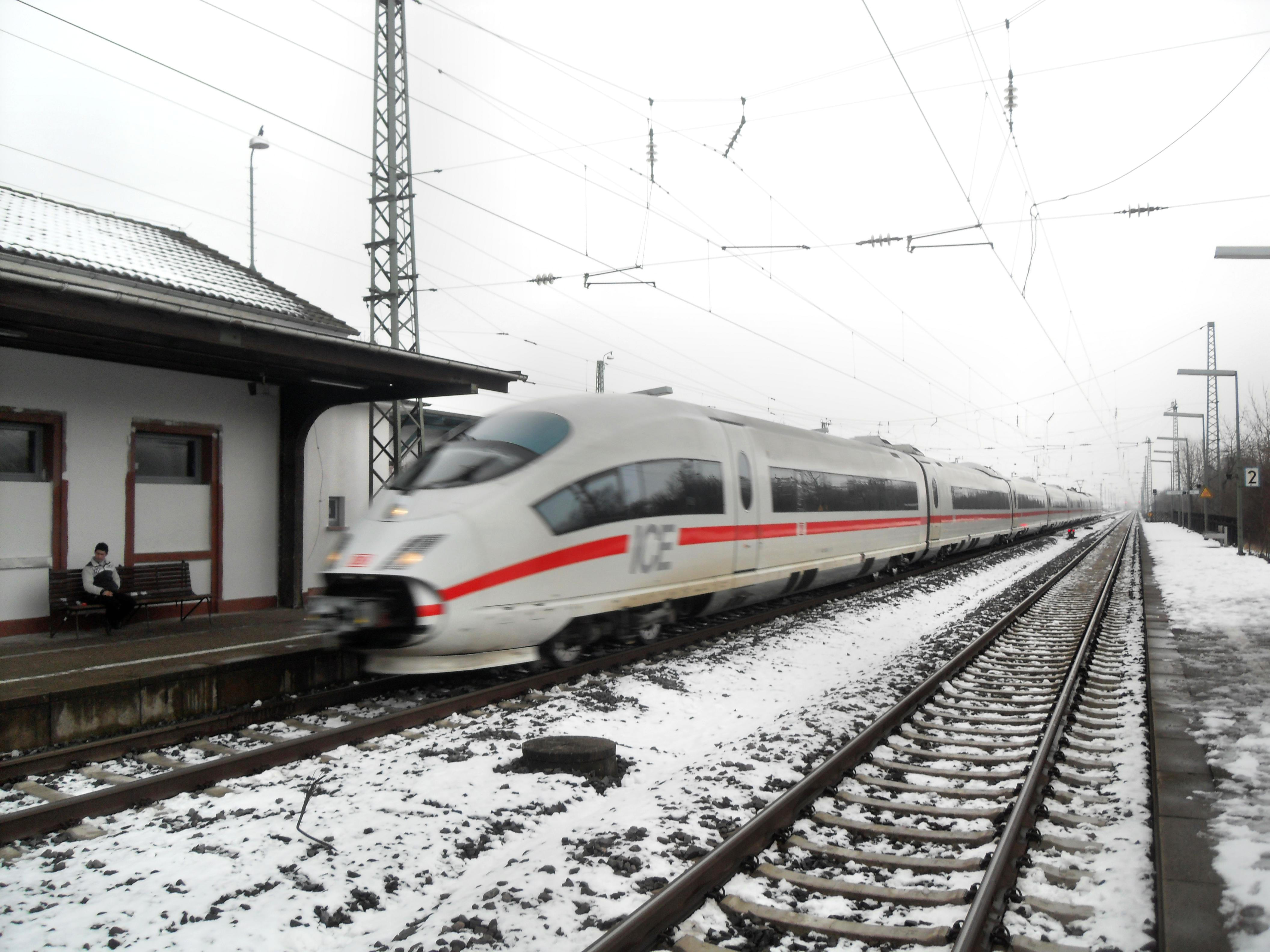
ICE im Bahnhof von Guntersblum

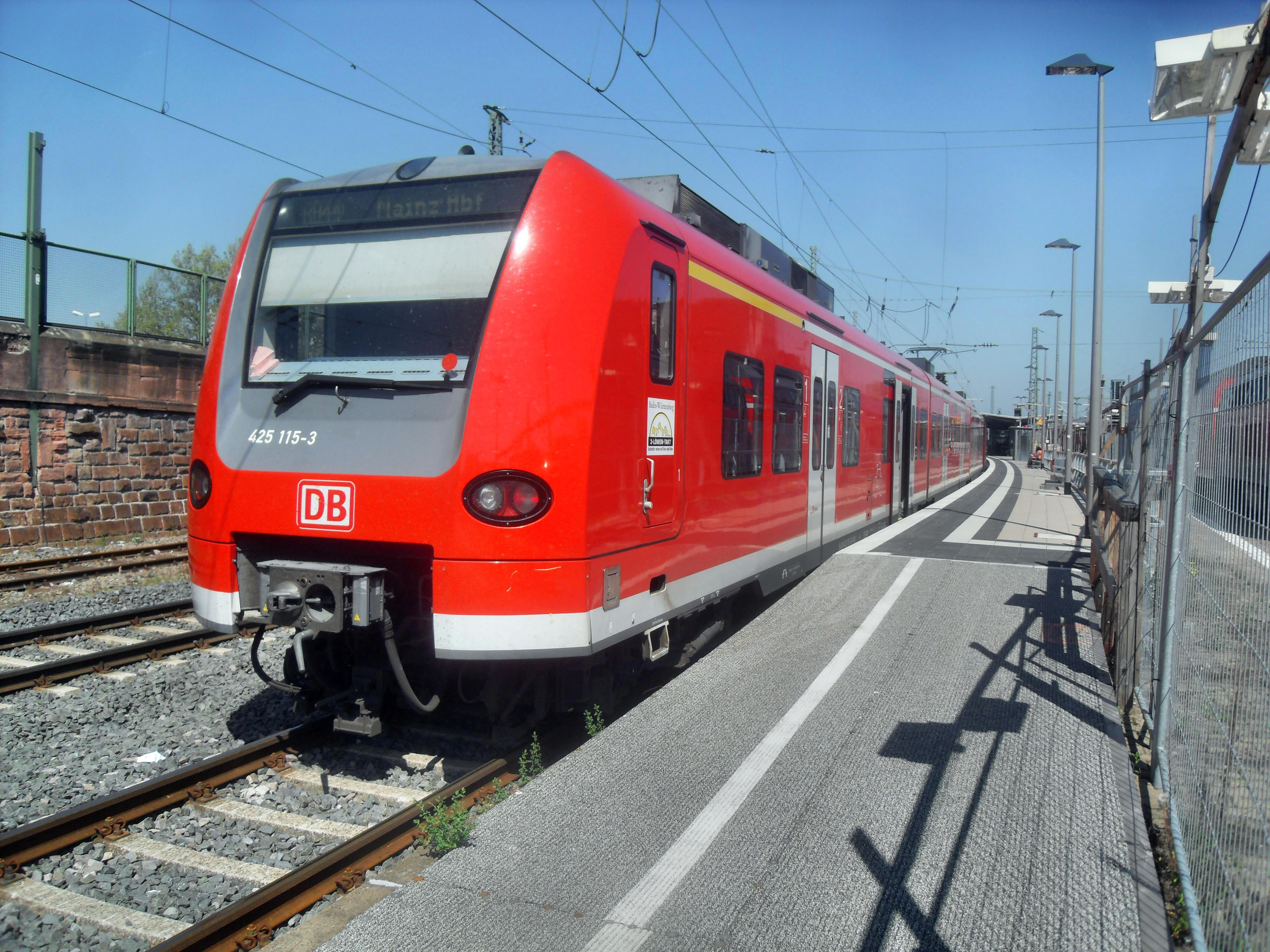
RB 44 der Baureihe 425 im Wormser Hauptbahnhof auf dem Weg nach Mainz

Die zweigleisige, elektrifizierte Bahnstrecke ist bis heute von großer Bedeutung für den Güter-, Nah-, Regional- und Fernverkehr. Von Koblenz, Mainz, Wiesbaden und Mannheim aus verkehren zahlreiche Fernverkehrszüge (EC, IC, ICE) auf der Relation Mainz–Mannheim.
Hinzu kommt ein dichtes Netz im Regionalverkehr: Neben der in der Hauptverkehrszeit halbstündlichen Regionalbahn-Verbindung verkehren Regional-Express-Züge über Mannheim beziehungsweise Speyer weiter nach Karlsruhe. Eine Taktverdichtung in den 1990ern führte zu einer weiteren Steigerung des Fahrgastaufkommens. Bis 2004 waren die Regionalbahnen lokbespannte Züge. Seitdem fahren auf dieser Strecke Triebwagen der Baureihe 425 sowie auch vereinzelt Fahrzeuge der DB-Baureihe 628 und Doppelstockwagen.
Seit Dezember 2014 fahren Regional-Express-Züge im Zwei-Stunden-Takt zwischen Mainz Hbf und Mannheim Hbf mit Halt in Worms Hbf und Frankenthal Hbf, die die bestehende Regional-Express-Verbindung zwischen Mainz Hauptbahnhof und Karlsruhe Hauptbahnhof auf dem Abschnitt zwischen Mainz Hauptbahnhof und Ludwigshafen (Rhein) Hauptbahnhof zu einem Stundentakt verdichten. Die Regional-Express-Züge von Mainz über Ludwigshafen nach Karlsruhe (RE 4) bzw. Mannheim (RE 14) werden ebenfalls seit Dezember 2014 als Teil des Süwex-Netzes mit Triebwagen der Baureihe 429 bedient.
Zum Fahrplanwechsel am 14. Juni 2015 um 00:00 Uhr wurden die Haltepunkte „Dienheim“ und „Frankenthal Süd“ in Betrieb genommen.
Zum „kleinen Fahrplanwechsel“ am 10. Juni 2018 wurde aus der Linie RB 44 die Linie S 6 der S-Bahn RheinNeckar. Seit dem Fahrplanwechsel am 9. Dezember 2018 fahren die S-Bahnen auf der Linie S 6 der S-Bahn RheinNeckar größtenteils täglich im Halbstundentakt. Zukünftig ist eine Durchbindung von Mainz über Worms und Mannheim nach Heidelberg vorgesehen. Ebenfalls werden seit dem 9. Dezember 2018 Züge auf den Regional-Express-Linien RE 4 und RE 14 über die Taunus-Eisenbahn zum Hauptbahnhof von Frankfurt am Main durchgebunden und beginnen ab dort.
Die zunächst für den Bau in Erwägung gezogenen Stationen Worms Nord, Worms Süd und Roxheim sollen vorerst nicht gebaut werden.
Es verkehren folgende Nahverkehrslinien:
- RE 4: (Frankfurt am Main – Hochheim am Main –) Mainz – Worms – Ludwigshafen (Rhein) Hbf – Speyer – Karlsruhe (zweistündlich)
- RE 14: (Frankfurt am Main – Hochheim am Main –) Mainz – Worms – Ludwigshafen (Rhein) Mitte – Mannheim (zweistündlich)
- S 6: Mainz – Worms – Ludwigshafen am Rhein – Mannheim (größtenteils Halbstundentakt)

### Besondere Ereignisse

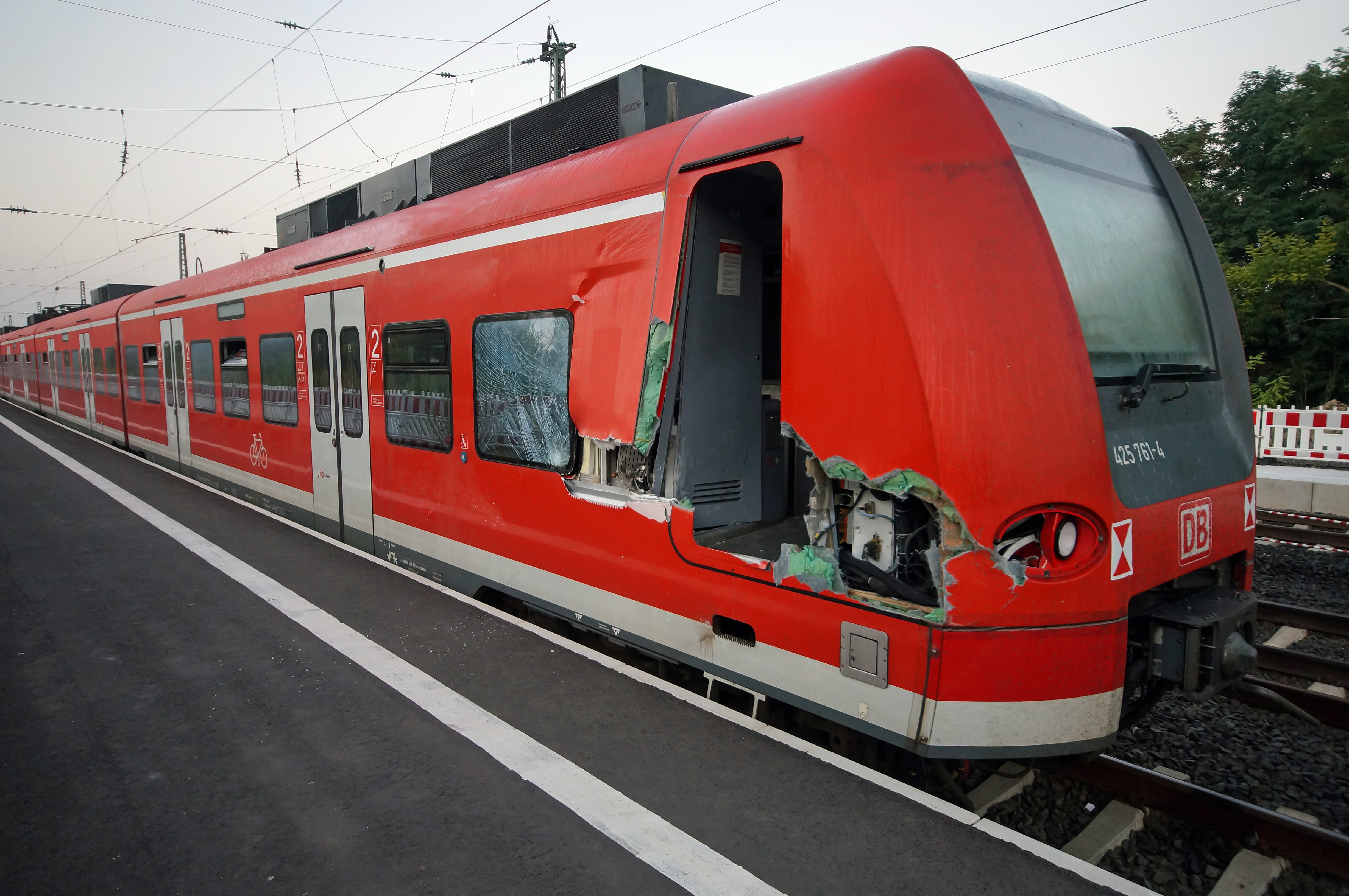
Der am 16. September 2014 verunfallte Triebzug im Bahnhof von Guntersblum

- Am 20. September 1919 kam es bei einem Güterzug auf der Bahnstrecke Gau Odernheim–Osthofen zu einer Zugtrennung und die hinteren sechs Wagen liefen im Gefälle die Strecke hinunter bis in den Bahnhof Osthofen. Hier prallten sie auf den hinteren Teil eines Personenzuges, der abfahrbereit im Bahnhof stand und nach Worms fahren sollte. Dessen letzter Wagen wurde zertrümmert, die Trümmer gerieten in Brand. Den meisten Reisenden gelang es noch, den Zug zu verlassen. Zwei Menschen starben, zwei weitere wurden schwer verletzt.[78]
- Vom 22. Mai 2013 bis zum 22. Juni 2013 musste der Bahnverkehr wegen Personalmangels in den Stellwerken bei der DB Netz AG in den Bahnhöfen von Bodenheim, Nierstein und Oppenheim von etwa 00:00 Uhr bis 04:30 Uhr eingestellt werden, da Fahrdienstleiter fehlten.[79][80][81][82]
- Am Nachmittag des 16. September 2014 fuhr gegen 17:00 Uhr die Regionalbahn 38756 mit dem Triebzug 425 261 auf der Bahnstrecke Mainz–Ludwigshafen auf der Höhe von Dienheim gegen die Schaufel eines Baggers. Der Bagger war aufgrund des Neubaus des Haltepunktes von Dienheim im Rahmen des Ausbaus der S-Bahn RheinNeckar an den Gleisen. Durch die Kollision wurden am führenden Fahrzeug 425 761-4 das in Fahrtrichtung rechte Licht des Dreilicht-Spitzensignals, der in Fahrtrichtung rechte Teil des Wagenkastens auf einer Länge von rund drei Metern aufgeschlitzt und das in Fahrtrichtung erste Fenster für die Fahrgäste auf der rechten Seite zersplittert. Der Zug war nicht mehr für den Transport von Reisenden geeignet und wurde in den Bahnhof von Guntersblum zurückgefahren. Das Zugpersonal und die 50 Reisenden wurden nicht, der Baggerfahrer wurde mit einer Platzwunde am Kopf leicht verletzt.[83][84][85]
- Am 16. April 2024 fuhr im Bahnhof Worms ein auf Gleis 10 rangierender Lint-54-Dieseltriebwagen dem auf dem parallel verlaufenden Gleis 1 den Bahnhof durchfahrenden ICE 614 von München nach Hamburg-Altona in die Flanke. Der Triebwagen entgleiste, ebenso 2 Wagen der 13-teiligen, mit 520 Reisenden besetzten ICE 4-Garnitur. Vier Personen wurden leicht verletzt.[86]
- Ab dem 5. Mai 2025 muss aufgrund von Personalmangel im Stellwerk Ludwigshafen ein Teil des Verkehrs auf der Strecke eingestellt, anderer über die Riedbahn umgeleitet werden. Die Einschränkungen sollen bis zum 5. Oktober 2025 andauern.[87]

### Tarife
Von Mainz Hauptbahnhof bis Guntersblum gehört die Strecke zum Tarifgebiet des Rhein-Nahe-Nahverkehrsverbundes (RNN), von Alsheim bis Mannheim Hauptbahnhof zum Tarifgebiet des Verkehrsverbundes Rhein-Neckar (VRN). Dies bedeutete eine Lücke der Verbundgebiete zwischen Alsheim und Guntersblum. Seit dem 1. Januar 2008 gilt im Übergangsverkehr der RNN-Tarif auch zwischen Guntersblum und Bobenheim-Roxheim. Der VRN-Tarif wurde bis Guntersblum ausgeweitet und somit die Verbundlücke geschlossen. Im Bereich der Stadt Mainz, also zwischen Mainz Hauptbahnhof und dem Haltepunkt Mainz-Laubenheim, gilt neben dem RNN-Tarif auch der Tarif des Rhein-Main-Verkehrsverbundes (RMV).
Des Weiteren gelten auf der gesamten Strecke auch die Angebote der Deutschen Bahn, wie zum Beispiel das Rheinland-Pfalz- oder das Quer-durchs-Land-Ticket.

## Zukunft
Der Neubau einer eingleisigen Abzweigung aus Richtung Mainz auf die Bahnstrecke Ludwigshafen-Oggersheim–Ludwigshafen BASF (Studernheimer Kurve) ist in den BVWP 2030 als potentieller Bedarf aufgenommen. Die Studernheimer Kurve wurde inzwischen als Teil des Ausbaus des Knoten Mannheim in den vordringlichen Bedarf aufgestuft.